# Columbus (Minnesota)
Columbus è un comune degli Stati Uniti d'America, situato nello Stato del Minnesota, nella Contea di Anoka.